# 富下李央菜
富下 李央菜（とみした りおな、2006年6月5日 - ）は、日本のレーシングドライバー。

## 経歴

### カート
2017年にカートを乗り始め、レオン・キッズ・カートGPシリーズで様々なクラスに出場し、コマ60クラスで4位、ジュニアカデットクラスで2位、2018年にはコマ60クラスで優勝、ジュニアカデットクラスでは2位を記録。2019年にジュニアカート選手権・FP-Jr部門でデビューし、最上川大会で2位に入り、初表彰台を獲得した（ランキング14位）。
2020年に全日本カート選手権・FP-3部門へステップアップし、デビュー戦となったもてぎで2位表彰台を獲得（ランキング7位）。また、2021年にヤマハ「Formula Blue」KTのサポートドライバーに選出された。
2022年もFP-3クラスに出場し、春日龍之介とのチャンピオン争いを演じたが、最終的に敗れ2位で終えた。

### KYOJO CUP

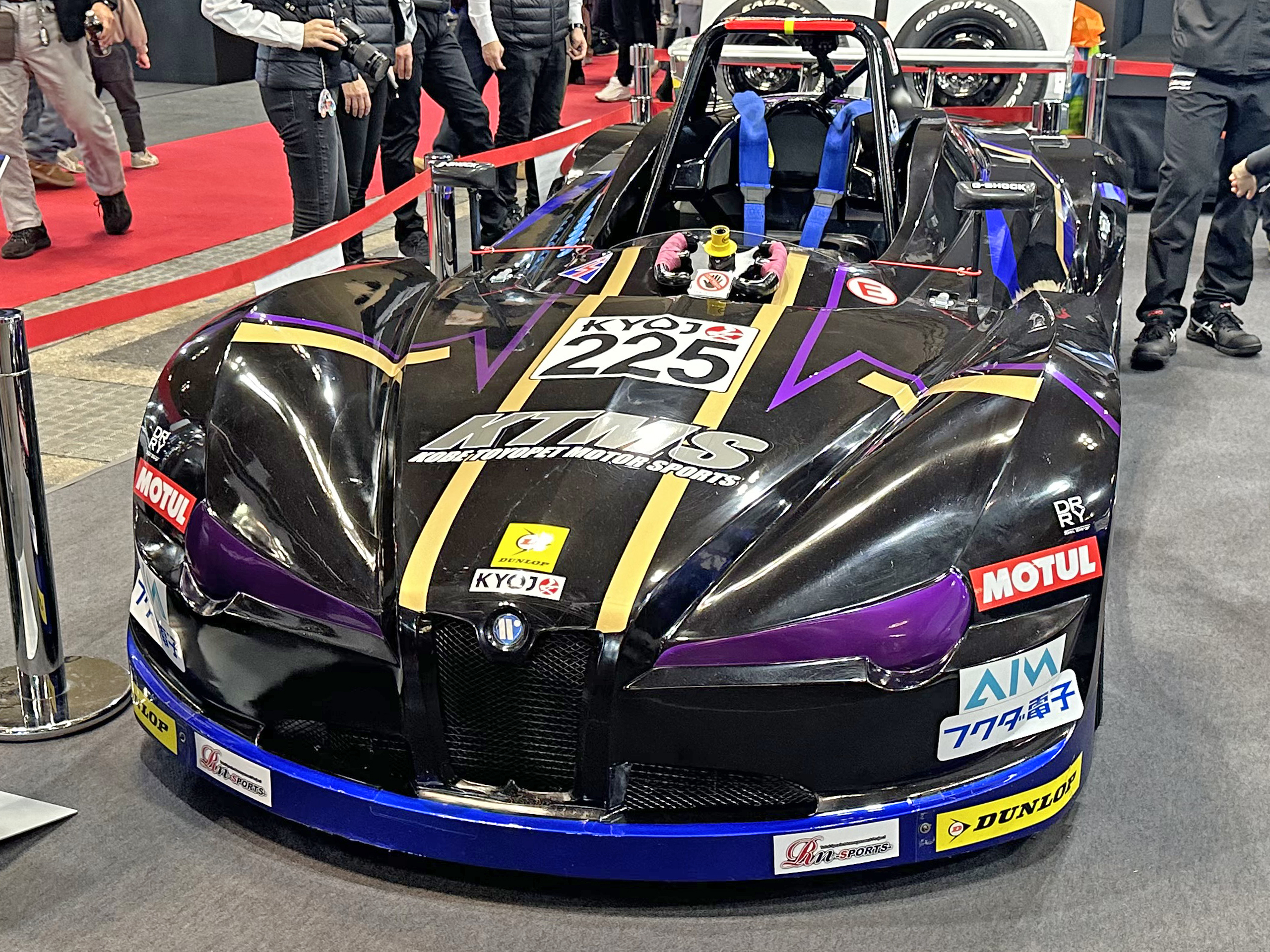
FCR-VITA01（2023年KYOJO CUP車両、大阪オートメッセ2024）

#### 2023年
2023年5月5日、KTMSからKYOJO CUPに参戦。デビュー戦でポールポジションを獲得したが、8周目の最終コーナーでリタイアに終わった。
第2戦で記録した5位が最高位となり、23ポイントを獲得しランキング6位。

#### 2024年
2024年もKTMSに残留。唯一のダブルヘッダーとなった第3戦のレース2では4位でチェッカーを受けたが、レース後に翁長実希と下野璃央がペナルティで降順となったため、2位へ繰り上がった。
第3戦欠場後の復帰戦となった第4戦で4位チェッカーを受けたが、1位でゴールした下野と2位の坂上真海が失格裁定が下り、繰り上がりで2位となった。スーパー耐久と並行して行われたノンタイトル戦のレース2で初優勝を飾った。
最終戦で一時2位まで順位を上げたが、最終的に4位でゴールし、51ポイントを獲得しランキング5位。

#### 2025年
2024年12月25日、CERUMO・INGINGに移籍。

## レース戦績

### 略歴
| 年      | シリーズ            | チーム         | レース | 優勝 | PP | FL | 表彰台 | ポイント | 順位  |
| ------- | ------------------- | -------------- | ------ | ---- | -- | -- | ------ | -------- | ----- |
| 2023    | KYOJO CUP           | KTMS           | 4      | 1    | 0  | 0  | 0      | 23       | 6位   |
| 2024    | KYOJO CUP           | KTMS           | 5      | 0    | 0  | 0  | 2      | 51       | 5位   |
| 2024    | FCR-VITA            | KTMS           | 1      | 0    | 0  | 0  | 0      | 2        | 27位  |
| 2025    | KYOJO CUP           | CERUMO・INGING | 4      | 0    | 0  | 0  | 0      | 8*       | 9位*  |
| 2025    | スーパー耐久 - ST-2 | KTMS           | 4      | 2    | 0  | 0  | 3      | 80‡      | 2位*‡ |
| ソース: |                     |                |        |      |    |    |        |          |       |

- * 現在シーズン中。
- ‡ チーム成績

### KYOJP CUP
| 年     | エントラント   | 1          | 2           | 3          | 4          | 5        | 6        | 7        | 8        | 9        | 10       | 順位 | ポイント |
| ------ | -------------- | ---------- | ----------- | ---------- | ---------- | -------- | -------- | -------- | -------- | -------- | -------- | ---- | -------- |
| 2023年 | KTMS           | FUJ1 Ret   | FUJ2 5      | FUJ3 7     | FUJ4 6     |          |          |          |          |          |          | 6位  | 23       |
| 2024年 | KTMS           | FUJ1 9     | FUJ2 1 7    | FUJ2 2     | FUJ3       | FUJ4 2   | NC 1 2   | NC 2 1   | FUJ5 4   |          |          | 5位  | 51       |
| 2025年 | CERUMO・INGING | FUJ1 SPR 9 | FUJ1 FIN 11 | FUJ2 SPR 7 | FUJ2 FIN 5 | FUJ3 SPR | FUJ3 FIN | FUJ4 SPR | FUJ4 FIN | FUJ5 SPR | FUJ5 FIN | 9位* | 8*       |

- 太字はポールポジション、斜字はファステストラップ。(key)
- * 現在シーズン中。